# Juri Kirchmayr
Juri Kirchmayr (* 12. November 2005) ist ein österreichischer Fußballtorwart.

## Karriere

### Verein
Kirchmayr begann seine Karriere beim USV Langenlois. Zur Saison 2013/14 wechselte er zum USC Lengenfeld. Im Jänner 2018 wechselte er zum USV Kautzen. Zur Saison 2018/19 wechselte er in die AKA St. Pölten, in der er fortan sämtliche Altersstufen durchlief. Im Jänner 2022 wechselte Kirchmayr nach Deutschland in die Jugend des VfL Wolfsburg.
Nach zweieinhalb Jahren in Deutschland kehrte Kirchmayr zur Saison 2024/25 nach Österreich zurück und wechselte zu Bundesligist Grazer AK. Bei dem GAK kam er aber ausschließlich für die fünftklassigen Amateure zum Zug. Im Jänner 2025 wurde er daraufhin an Zweitligist ASK Voitsberg verliehen. Für Voitsberg kam er aber als Ersatztorwart hinter Fabian Ehmann nie zum Einsatz, Voitsberg stieg aus der 2. Liga ab.
Zur Saison 2025/26 wurde Kirchmayr auf Kooperationsbasis an Zweitligist Floridsdorfer AC weiterverliehen. Sein Debüt in der 2. Liga gab er im August 2025, als er am ersten Spieltag jener Saison gegen den FC Hertha Wels in der Startelf stand.

### Nationalmannschaft
Kirchmayr spielte zwischen September 2021 und April 2022 zweimal im österreichischen U-17-Team.